# Sep I
Pour les articles homonymes, voir SEP.
Sep I est un village du Cameroun, situé dans la commune d'Akoeman, le département du Nyong-et-So'o et la région du Centre.

## Population
En 1963, Sep I comptait 409 habitants, principalement des Bané. Lors du recensement de 2005, on y a dénombré 606 personnes.